# Sokołowski Medal Pamiątkowy
Sokołowski Medal Pamiątkowy (cz. Sokolovská pamětní medaile) – czechosłowackie odznaczenie wojskowe z okresu II wojny światowej.
Odznaczenie zostało 5 marca 1948 roku, w 5. rocznicę bitwy pod Sokołowem z 8 marca 1943 roku, stoczonej przez 1 Czechosłowacki Samodzielny Batalion Polowy w ZSRR.

## Zasady nadawania
Medal został ustanowiony dla nagrodzenia żołnierzy 1 Czechosłowackiego Samodzielnego Batalionu, uczestniczących w pierwszej bitwie pod Sokołowem w dniu 8–9 marca 1943 roku, w 5 rocznicę tej bitwy.
Medal ten został nadany wszystkim żywym, poległym i zmarłym uczestnikom tej bitwy. Medal był nadawany jednorazowo w 1948 roku.

## Opis odznaki
Odznakę odznaczenia stanowi okrągły medal o średnicy 35 mm. Na awersie w centralnej części znajduje się sylwetka żołnierza 1 Czechosłowackiego Samodzielnego Batalionu z pistoletem maszynowym PPSz, za nim kolejne sylwetki żołnierza. Wokół znajduje się nazwa SOKOLOV (pol. Sokołów) i data 8.III.1943 (data bitwy)
Na rewersie w centralnej części znajduje się napis SOKOLOVSKÁ PAMĚTNÍ MEDAILE  (pol. Sokołowski Medal Pamiątkowy) a pod nim gałązka lipy i dwie gwiazdy pod i nad nią. W otoku znajduje się napis 1. ČS. SAMOSTATNÝ POLNÍ PRAPOR V SSSR (pol. 1 Czechosłowacki Samodzielny Batalion Polowy w ZSRR).
Medal zawieszony jest na wstążce o szer. 40 mm, koloru jasnoczerwonego, w środkowej części znajduje się pasek o szer. 16 mm w barwach wstążki Krzyża Wojennego Czechosłowackiego 1939, na bokach wąskie paski koloru niebieskiego.